# Aeropuerto Olaya Herrera
El Aeropuerto Olaya Herrera (IATA: EOH, OACI: SKMD) es un aeropuerto colombiano ubicado en la comuna de Guayabal de Medellín. Atiende vuelos regionales, nacionales e internacionales de aviación general y comercial. En 1995 fue declarado monumento nacional. En 2022, los dos aeropuertos movilizaron 14.531.474 de pasajeros, el segundo mayor tráfico de pasajeros por ciudad de Colombia. Además de su importancia comercial y arquitectónica, el lugar es conocido porque en 1935 Carlos Gardel y Alfredo Le Pera murieron en un accidente aéreo en la pista de despegue.

## Nombre
Lleva los dos apellidos, mas no el nombre, del expresidente colombiano Enrique Olaya Herrera. Su nombre se establece por el Acuerdo del Concejo de Medellín número 120 del 3 de agosto de 1932. En sus orígenes se conocía como Campo de Aviación Las Playas y como Aeropuerto Internacional de Medellín antes de la construcción del José María Córdova en Rionegro.

## Historia
Entre 1930 y 1932, tres pudientes familias del área de Medellín (Mejía, Echavarria y Olano) comenzaron con la idea de dotar la ciudad con un aeropuerto, ya que éstas hacían parte de la Compañía Colombiana de Navegación Aérea que pretendía transportar pasajeros y correo desde la ciudad de Medellín hasta Puerto Berrío, luego a lo largo del Río Magdalena y por último conectar las ciudades de Medellín y Bogotá. Uno de los personajes más importantes fue Gonzalo Mejía, quien de forma muy coloquial decidió cuál sería el único lugar en donde se podría construir un aeropuerto. Este lugar sería confirmado por la firma constructora de aviones Curtiss Wright basada en Nueva York.
La primera aerolínea que se formó en Colombia fue la Compañía Colombiana de Navegación Aérea, en septiembre de 1919. Un mes después se creó la KLM y dos más tarde se fundó en Barranquilla la SCADTA, antecesora de Avianca. Para ese entonces se había realizado en Antioquia el primer vuelo el 26 de enero de 1913, en el Aguacatal, en la finca La Pradera de propiedad de Roberto Medina. Durante la Primera Guerra Mundial la aviación prosperó, pero solo en la década de los años veinte la aviación comercial comenzó a fortalecerse en el mundo. El 22 de julio de 1922, el Goliath, piloteado por el aviador italiano Feruchio Guicciardi, efectuó el primer vuelo en avión de ruedas, de Cartagena a Medellín, para aterrizar en Guayabal, terreno donde luego se construiría el aeropuerto.
La iniciativa de esta obra se debe fundamentalmente a la Sociedad de Mejoras Públicas y a sus socios, Ricardo Olano y Joaquín Jaramillo Sierra, y su ampliación y posterior desarrollo a Gonzalo Mejía. Para construir el aeropuerto era necesario contemplar la dirección y velocidad de los vientos, y el terreno debía cumplir con una serie de requisitos que garantizaran la seguridad. Arturo Lema, jefe de aviación, le responde así al coronel Francisco Duque, miembro de la comisión creada para la construcción del aeropuerto: "Considero se debe tener una extensión no menor de 800 metros de largo por 200 ó 300 metros de ancho, teniendo en cuenta que el sentido más largo esté orientado siguiendo la dirección general de los vientos reinantes en esa localidad. El campo que se elija debe ser absolutamente libre de obstáculos elevados a su alrededor... Que en lo posible los campos puedan ser utilizados para posarse en ellos, en caso de un aterrizaje forzoso... Debe quedar, pues, convenientemente alejado de la ciudad o centro poblado... Evitar elegir terrenos situados en valles profundos rodeados de montañas o en mesetas elevadas...". 

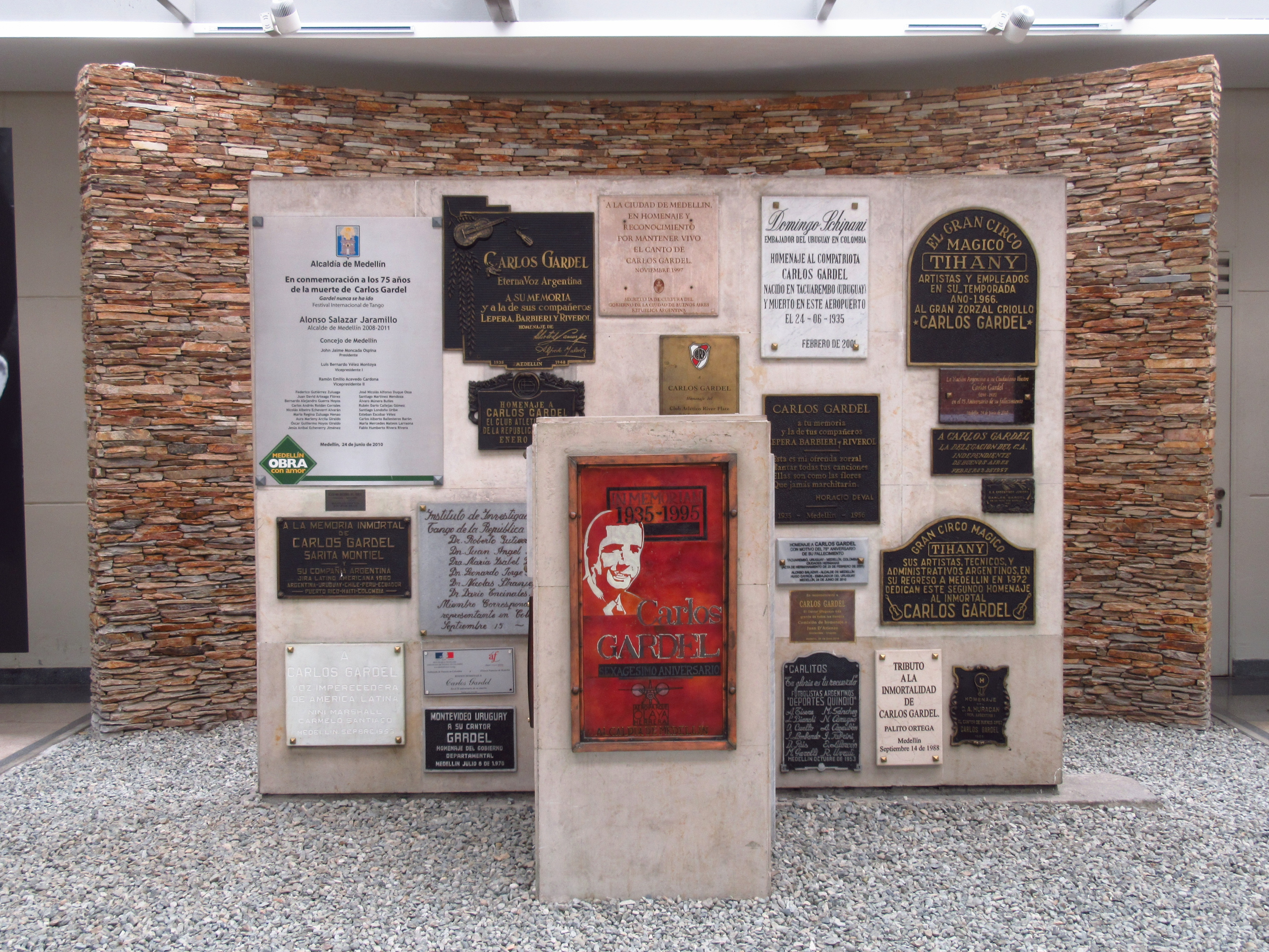
Monumento conmemorativo dedicado a Carlos Gardel.

Finalmente, tras un tiempo de investigación, se consiguieron los terrenos "en la región de Guayabal, a una distancia de 7 kilómetros de la ciudad, con frente a la carretera que conduce hacia Caldas, es terreno bastante plano..." , y Ricardo Olano solicita al Concejo de Medellín que designe una partida de por lo menos mil quinientos pesos, "para gastos en el proyectado campo de aviación". Poco a poco se adquirieron los terrenos y se construyó un pequeño terminal aéreo, con una pista sin pavimentar de unos 974 m de largo. Al poco tiempo comenzaron a llegar vuelos de las empresas SCADTA y SACO procedentes de las ciudades de Barranquilla y Bogotá. Finalmente la ciudad de Medellín entendió la importancia del transporte aéreo que funcionó hasta los años 1950.
En 1935 el aeropuerto se hizo tristemente célebre porque allí murió en un accidente aéreo Carlos Gardel. En 1955, la administración municipal vio la necesidad de hacer un nuevo edificio y entabló negociaciones con la empresa NACO, firma subsidiaria de la KLM, experta en la construcción de esta clase de edificios, asunto que generó una serie de protestas entre los arquitectos nacionales. Se sugirió entonces la posibilidad de trabajar conjuntamente y el particular proyecto que se construyó, influenciado por la arquitectura brasilera de la época, estuvo a cargo de los arquitectos Elías Zapata Sierra, Apolinar Restrepo y Alfonso Vieira. Al mismo tiempo la pista se reconstruyó hasta sus actuales 2.508 metros de longitud por 45 metros de ancha y se dotó de una pista auxiliar paralela de carreteo, intercomunicada con la principal por nueve taxeos; siete de ellos de alta velocidad.
En los años 1970, debido a la saturación y limitaciones del Olaya Herrera, se vio la necesidad de un nuevo aeropuerto para la ciudad que tuviese mayor tamaño y que no estuviera dentro de la ciudad. Se definieron dos sitios para su construcción: uno en inmediaciones del municipio de Barbosa y otro en el valle de San Nicolás cerca de Rionegro en el oriente antioqueño. Finalmente se tomó el sitio en Rionegro y su construcción la ejecutó la firma CES-DARCO-TAMS.
El Aeropuerto José María Córdova fue inaugurado en 1985 y como consecuencia, las operaciones desde el Olaya Herrera se redujeron considerablemente. Hoy en día ambos aeropuertos tienen mucho tráfico, concentrando el aeropuerto José María Cordova el mayor número de destinos y pasajeros.
En 2022, el Aeropuerto Olaya Herrera cumplió 90 años.

## Actualidad

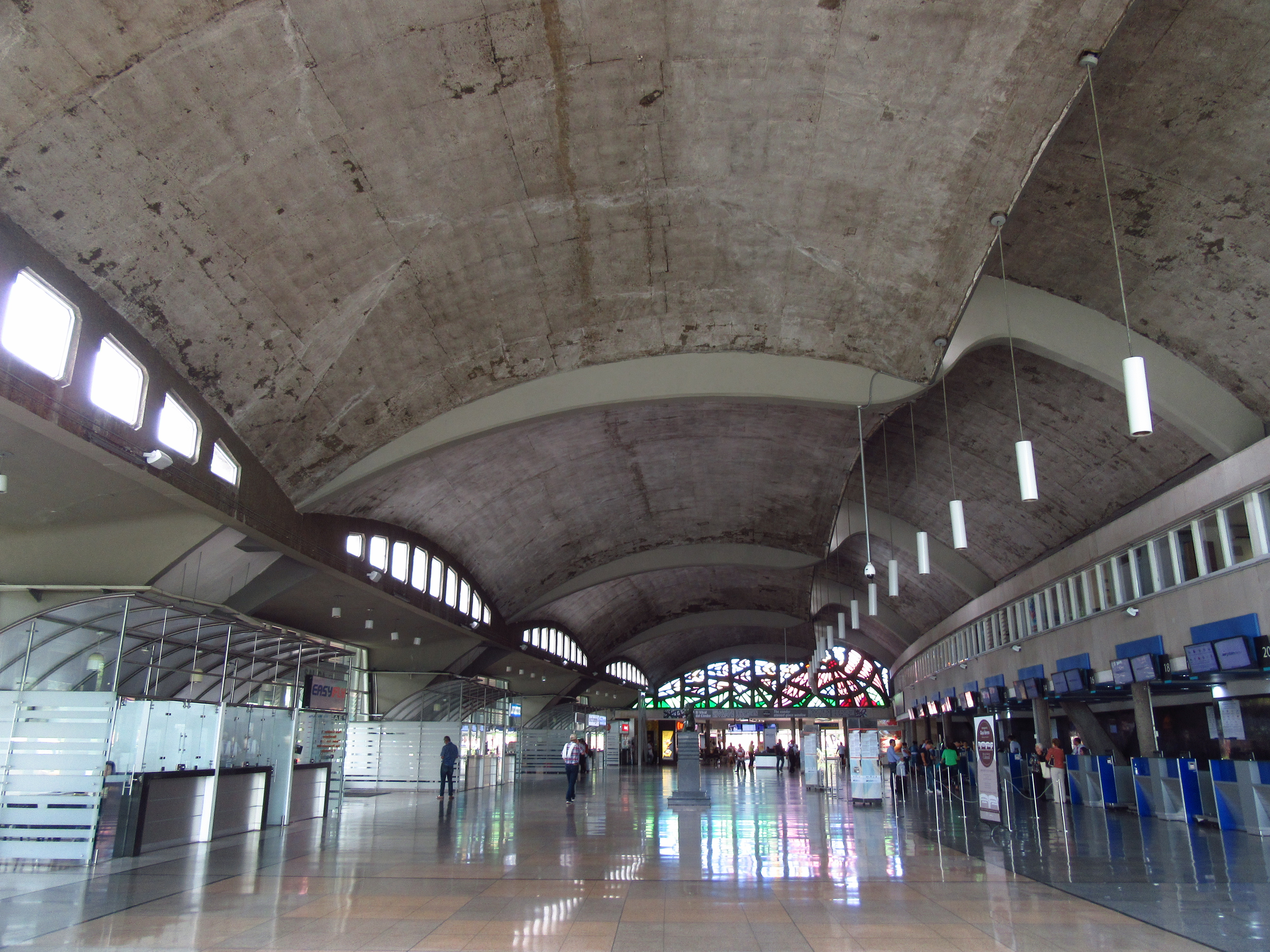
Interior del hall principal.

El aeropuerto tiene clasificación de aeropuerto internacional[cita requerida] y opera vuelos comerciales nacionales y regionales, al igual que vuelos corporativos internacionales. La pista mide 2508 m de longitud y está a una altitud de 1506 m s. n. m. Existen actualmente restricciones sobre el tipo de aeronaves que pueden operar desde el aeropuerto: sólo pueden operar aviones comerciales de 20.430 kg o menos.
El terminal de pasajeros posee dos salas de espera que cuentan con accesos a la plataforma principal, la cual tiene capacidad para 18 aviones. También cuenta con una amplia zona comercial con oficinas y tiendas, una plaza de comidas, 11 counters dobles para check-in de aerolíneas, una sala para fumadores, y conexión con la vecina Plaza Gardel. Posee pantallas LCD para dar información de vuelos, y de tiempos de salida y de llegada de aviones.
El aeropuerto contó hasta 2010 con la mayor cantidad de hangares para la aviación privada de aeropuerto alguno en Colombia, incluyendo uno construido cerca de la cabecera norte del aeropuerto por la desaparecida aerolínea Aires, la cual pasó a dominio de la empresa chilena LAN en 2011. Sin embargo, estos se están cerrando o vendiendo por los altos costos de administración que impone el concesionario particular que administra el Olaya Herrera[cita requerida].
La Aerolínea Moon flights tiene su sede en el Olaya Herrera y posee dos hangares donde guarda y presta mantenimiento a sus aviones. También las escuelas de aviación Academia Antioqueña de Aviación, Escuela de Aviación Los Halcones y Escuela de Aviación Flying operan desde la zona de hangares igualmente.
Junto con otros cinco aeropuertos en Colombia, el Olaya Herrera fue entregado en concesión a un operador privado para ser administrado a cambio de las ganancias que generan los seis aeropuertos. Dentro de las obras previstas están el re-acondicionamiento de la terminal, la construcción de un terminal de carga, la reparación de la pista y plataforma, implementación de nuevos sistemas de seguridad, ampliación y remodelación de las salas de espera y bandas de entrega de equipaje, construcción de una nueva torre de control, construcción de un terminal para aviación ejecutiva que funcionaría para vuelos nacionales e internacionales de este tipo (con esta nueva terminal volverían a partir vuelos internacionales desde el aeropuerto), nuevas zonas comerciales, entre otras. Sin embargo, desde que comenzó a operar bajo concesión, el aeropuerto ha perdido el 22% de sus pasajeros[cita requerida] y la mayoría de sus locales comerciales permanecen vacíos.

## Estadísticas
Ver fuente y consulta Wikidata.

## Accidentes

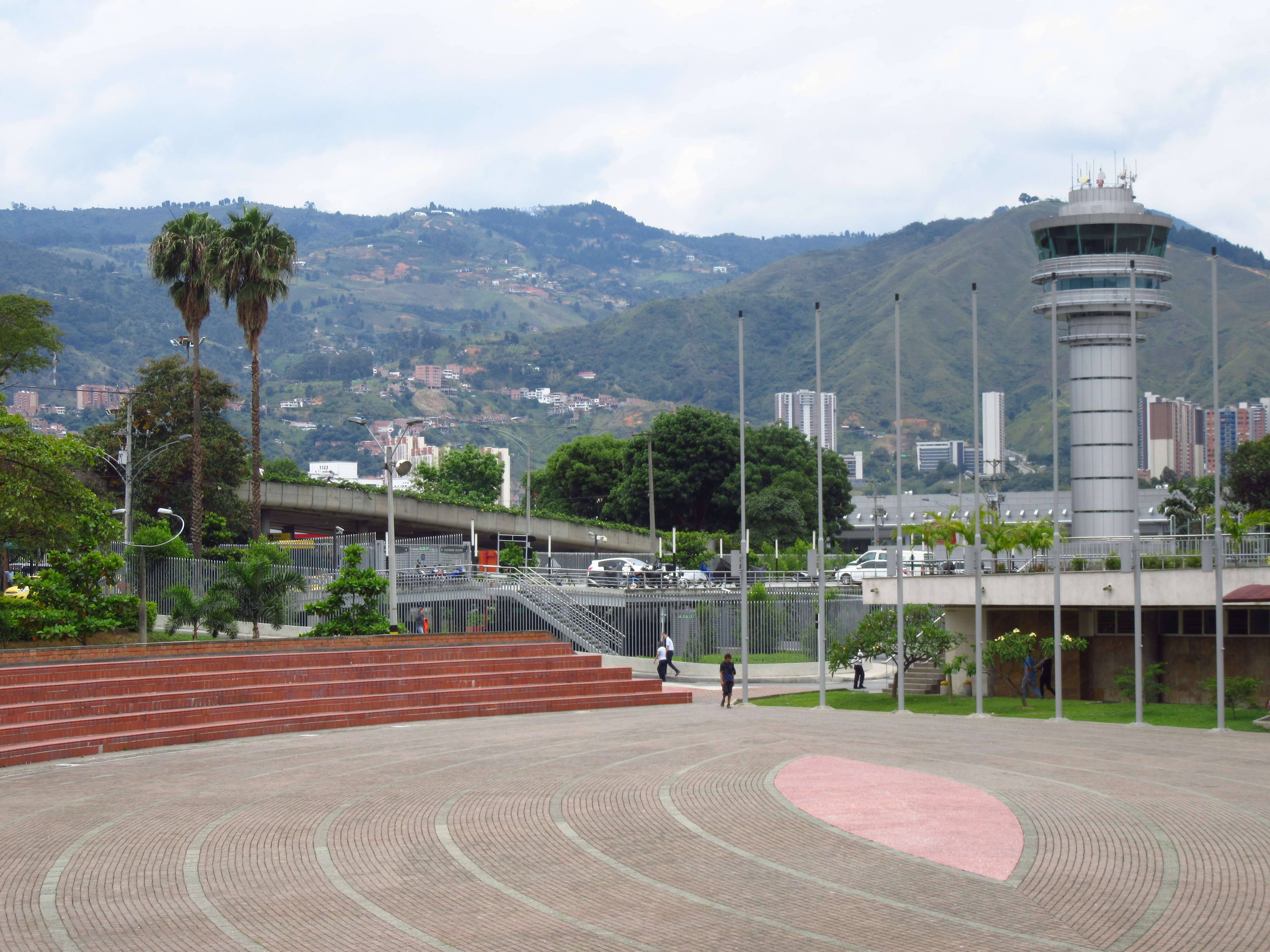
La plaza contigua al aeropuerto lleva el nombre de Carlos Gardel, quien falleció allí el 24 de junio de 1935 en un accidente aéreo.

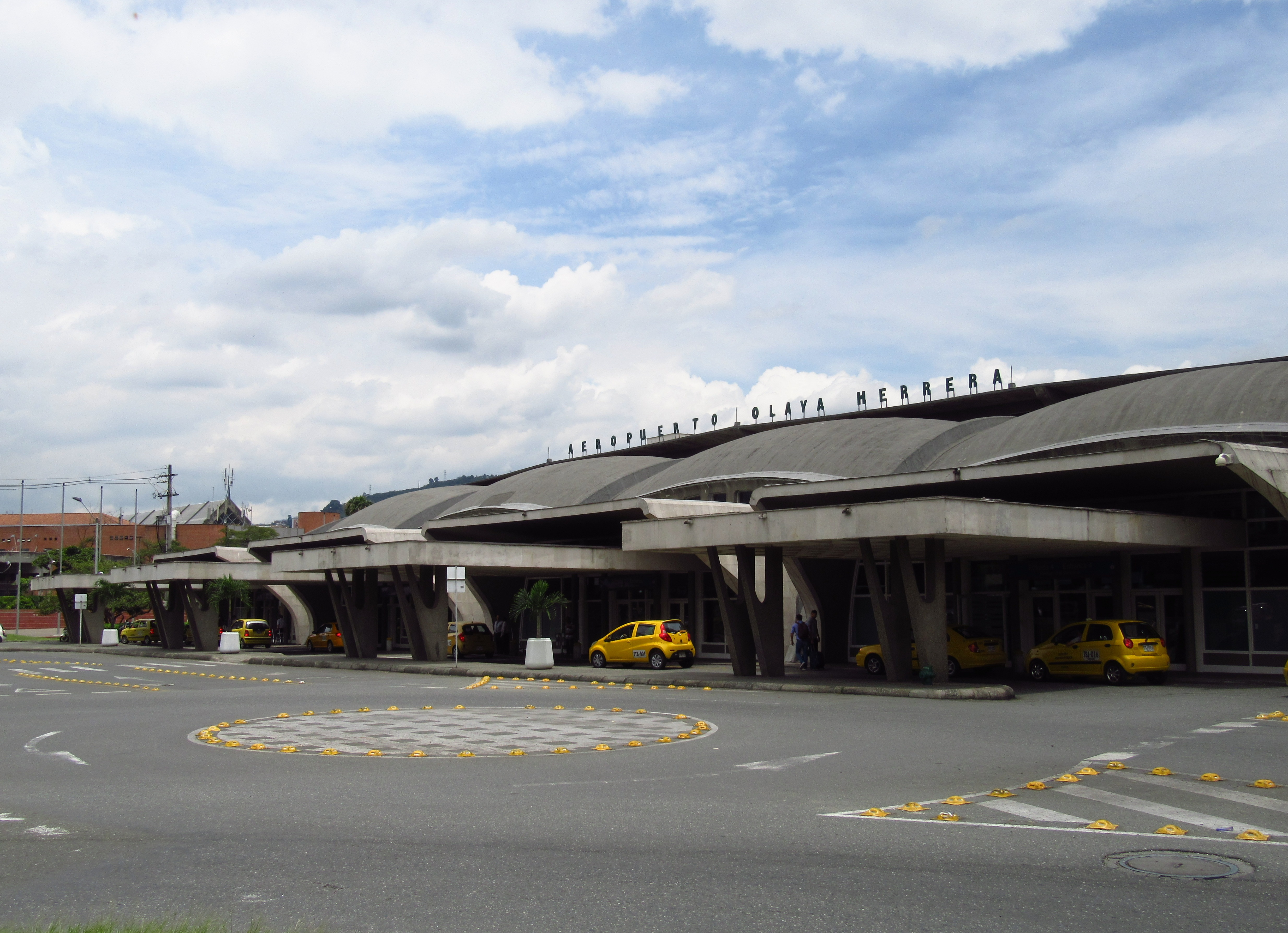
Entrada al aeropuerto.

- El 1 de noviembre de 2017, una avioneta Piper 34 Séneca II procedente de Quibdó aterrizó sin el tren de aterrizaje frontal luego de declararse en emergencia. El suceso se presentó a la 1:26 de la tarde cuando la aeronave reportó fallas en el tren de aterrizaje. Después de sobrevolar el municipio de Barbosa para agotar el combustible, el piloto de la avioneta, Jorge Enrique Muñoz, logró aterrizar exitosamente sin el tren de aterrizaje frontal. La terminal aérea del aeropuerto suspendió operaciones para atender la emergencia. Los involucrados resultaron ilesos.[5]
- El 12 de febrero de 2014, una avioneta de matrícula HJ-110 sufrió un accidente en el aeropuerto durante el despegue. Dos personas resultaron heridas y las operaciones aéreas se interrumpieron por una hora. La aeronave pertenecía al Club de Ultralivianos de Antioquia y se dirigía al municipio de Tolú, en el departamento de Sucre.[6]

- A las 14:13, hora local, del 3 de octubre de 2013, el vuelo Halcones 1626 de entrenamiento se salió de la pista, para luego volcarse. La aeronave era tipo Cessna 172. El piloto resultó ileso.
- El 2 de julio de 2013, dos individuos intentaron robar metales preciosos a bordo del vuelo ADA 7941 que cubría la ruta Condoto-Medellín. Después de obligar a la aeronave a desviarse por otra pista de rodaje, la policía aeropuertaria interceptó la aeronave y se produjo una balacera. Los delincuentes fueron detenidos.[7]
- A las 9:38 a. m., hora local, del 19 de junio de 2009, se precipitó a tierra una avioneta Piper PA-34 privada proveniente de Cali con seis personas a bordo, cayendo en una zona verde antes de llegar al aeropuerto. Sus ocupantes salieron ilesos.[8]
- En la tarde del 14 de diciembre de 1983, se estrelló un Boeing 707 de Tampa Cargo. La causa del accidente fue la falla del motor 3 durante el despegue. Murieron los tres tripulantes a bordo más 22 en tierra. El avión se dirigía, sin portar carga alguna, a Miami para su reparación, ya que el motor número 4 estaba averiado.
- El 24 de junio de 1935, Carlos Gardel junto con Alfredo Le Pera y algunos de sus músicos fallecieron en el choque de dos aeroplanos a punto de despegar sobre la pista del aeropuerto. En el accidente aéreo de Medellín, hubo tres sobrevivientes: el Indio Aguilar (guitarrista), el profesor Plaja y Grant Flynt, funcionario de SACO.[3]